# تئون کوپمینرس
تئون کوپمینرس (هلندی: Teun Koopmeiners؛ زادهٔ ۲۸ فوریهٔ ۱۹۹۸) بازیکن فوتبال اهل هلند است که برای باشگاه یوونتوس بازی می‌کند.
وی همچنین در تیم‌های ملی فوتبال زیر ۱۷ سال هلند، زیر ۱۹ سال هلند، زیر ۱۹ سال هلند، زیر ۱۹ سال هلند و زیر ۲۱ سال هلند بازی کرده‌است.
این هافبک هلندی از زمان آمدنش به سری آ از ابتدای فصل ۲۲-۲۰۲۱، گلزن‌ترین هافبک لیگ فوتبال ایتالیا بوده است. 
از ابتدای فصل ۲۲-۲۰۲۱، هیچ بازیکنی بیش از تئون کوپماینرس گل از پشت محوطه نزده است.